# Johannes Amandi
Johannes Amandi, auch Johannes Amandus, (* um 1470 in Westfalen ?; † 1530 in Goslar) war ein deutscher Theologe des 16. Jahrhunderts und Reformator.

## Leben und Wirken
Amandi soll als Ablassprediger tätig gewesen sein, was jedoch fraglich erscheint. Sicher ist nur, dass er als Priester in Holstein gewesen ist. Schon zeitig muss er Anschluss an die kirchenpolitische Reformation des 16. Jahrhunderts gefunden haben. Als ihn Martin Luther 1523 seinem Hochmeister Albrecht empfahl, war er bereits verheiratet und hielt am 1. Advent seine erste Predigt in der Altstädter Kirche in Königsberg, nachdem ihm Georg von Polentz eine Legitimation ausgestellt hatte.
Für die theologische Wissenschaft hatte er nicht viel übrig, vielmehr war ein wortbegabter Prediger, der die Volksmenge leicht begeisterte. Seine Briefe lassen eine gewisse demagogische Ader spüren. Er hätte wohl für das Ordensland nicht ganz ungefährlich werden können, wenn er nicht von Anfang an in Johann Brießmann und Paul Speratus ein starkes Gegengewicht gehabt hätte.
In seiner Auseinandersetzung mit den anderen Predigern verlangte er in anmaßender Weise die Übung der kirchlichen Zucht. Amandi betonte, in Übereinstimmung mit den Zünften zu stehen und warf Speratus vor, er suche zu sehr die Gunst der Mächtigen. Die Königsberger Chronisten nennen ihn daher einen „Meutemacher“ zwischen Rat und Gemeinde. Im Frühjahr 1524 veranlasste er angeblich durch leichtfertige Reden die Volksmenge in Königsberg zum Klostersturm. Auch die Aufhebung der Schöffengerichtsbarkeit soll er verlangt haben, woraufhin der Regent ihn des Landes verwies und er vom Rat 20 Mark für Zehrung auf die Reise erhielt.
Über Danzig und Stolp kam er nach Stettin, wurde in Garz gefangen genommen. Als er freigelassen wurde, gelangte er nach Wittenberg und ließ sich dort am 26. April 1526 von Luther verhören. Auf Luthers Verwendung hin erhielt er eine Pfarrstelle in Goslar, wo er von Nikolaus von Amsdorf eingeführt wurde. Sein Kollege wurde dort Anton Corvinus, der ihn gegen alle Anfeindungen in Schutz nahm. Doch trotz alledem wurde gegen den leidenschaftlichen Prediger mancher Vorwurf erhoben. Hermann Hamelmann und David Chyträus wissen über seine Wirksamkeit in Pommern und in Goslar manches zu berichten. Unbestreitbar ist, dass er in den unteren Schichten des Volkes der Reformation den Weg bereitet hat.